# هالی گریو (آرکانزاس)
هالی گریو (آرکانزاس) (به انگلیسی: Holly Grove, Arkansas) یک شهر در ایالات متحده آمریکا با جمعیت ۷۲۲ نفر است که در آرکانزاس واقع شده‌است.

## موقعیت جغرافیایی
موقعیت جغرافیایی شهرها و مناطق اطراف به شرح زیر است: